# ラモト
ラモト(Ramot,ヘブライ語：רָמֹת גִּלְעָד)は旧約聖書に登場する町の名前である。他のラモトを区別するために、ラモト・ギルアデ(Ramoth-Gilead)と言われる。
今日の、テル・ラーミートとされている。
他には、イッサカル族のラモト（ヤルムテ）、ネゲブのラモト（ラマ）がある。
新改訳聖書では「ラモテ」または「ラモテ・ギルアデ」と表記され、口語訳聖書では、「ラモテ・ギレアデ」と表記される。
モーセが制定した逃れの町の一つで、ガド族のギルアデにあったため、ラモト・ギルアデと言われる。後に、レビ人の居住の町に指定された。
ソロモンが守護としてゲベルの子を配置した。
預言者ミカヤの預言の通りにアハブが死んだ町であり、エフーがエリシャによって油を注がれた町である。